# Vindemiatrix
Vindemiatrix (ε Virginis / ε Vir / 47 Virginis) es el nombre de una estrella de magnitud aparente +2,83, la tercera más brillante de la constelación de Virgo, después de Espiga (α Virginis) y Porrima (γ Virginis) —considerando conjuntamente las dos componentes de esta última—.
Ocupa el lugar 145 entre las estrellas más brillantes del cielo nocturno.
Está situada a 110 años luz del sistema solar y su máximo acercamiento tendrá lugar dentro de 220 000 años, cuando estará a 104 años luz. En ese momento su brillo alcanzará magnitud +2,74.

## Nombre
Vindemiatrix, traducción al latín del griego Protrugeter, Protrugetes o Trugeter, significa «la vendimiadora». Con este nombre figura en las Tablas alfonsíes, habiendo prevalecido hasta nuestros días. Anteriormente, durante el Imperio romano, fue conocida como Vindemiator, Vindemitor y Provindemiator; su salida matutina a primera hora a finales de agosto marcaba el momento de empezar la cosecha de la uva. Otro nombre que recibe esta estrella es Protrigetrix, utilizado por el astrónomo italiano Giovanni Battista Riccioli en el siglo XVII.
Almuredín y Alaraph son nombres de origen árabe que también se utilizan para designar a esta estrella. En China era conocida como Tsze Tseang, «el segundo general».
Junto con Minelava (δ Virginis), Zaniah (η Virginis) y Porrima (γ Virginis) formaba un grupo de estrellas conocido en la antigua Arabia como Al 'Awwa', que parece que representaba una caseta para perros o un perro ladrando.

## Características físicas
Vindemiatrix es una gigante amarilla de tipo espectral G8 III con una temperatura superficial de 5040 K. Tiene una luminosidad 83 veces mayor que la del Sol y su radio es 11,4 veces más grande que el radio solar.
Sus características son similares a las de Capella A, la componente más brillante de α Aurigae.
Gira sobre sí misma con una velocidad de rotación proyectada de 1,69 km/s.
Es una fuente importante de rayos X, lo que implica una gran actividad magnética en su superficie. La radiación X emitida es 300 veces mayor que la que emite el Sol, y solo Capella (α Aurigae), Deneb Kaitos (β Ceti) y 24 Ursae Majoris la superan. Con una masa de 2,6 masas solares, su edad se estima en 560 millones de años, cuando comenzó su vida en la secuencia principal como una estrella blanco-azulada de tipo B.
Vindemiatrix muestra una metalicidad —abundancia relativa de elementos más pesados que el helio— aproximadamente un 30 % mayor que la solar ([Fe/H] = +0,13).
Otros elementos evaluados como manganeso, cobre y zinc son menos abundantes que en nuestra estrella, mientras que en el otro extremo destaca su elevado contenido de nitrógeno y plomo ([Pb/Fe] = +0,50).
Existe evidencia de que Vindemiatrix forma parte del grupo de las Híades, asociado con el cúmulo del mismo nombre en la constelación de Tauro.